# چاله (بستک)
چاله یا ( چالهٔ کوخرد ) روستای کوچکی است از توابع بخش کوخرد شهرستان بستک در غرب استان هرمزگان در جنوب ایران واقع شده است.
این روستا در یک کیلومتری شرق کوخرد واقع شده است.

## محدوده چاله
از طرف شمال روستای گریند، از طرف جنوب رودخانه مهران، از طرف مغرب دهستان کوخرد، و از طرف مشرق به روستای کوردان محدود می‌گردد.

## موقعیت
دارای ۲ باب مسجد، خانه بهداشت، ویک باب مدرسه و ۷ باب آب‌انبار برکه است. حدود ۶۰۰ اصله نخل دیم دارد.
روستای چاله و روستای گُریَند تقریباً یک محله‌ای هستند، گریند در شمال جاده ارتباطی بستک بندر لنگه
و چاله در جنوب جاده، هر دو روستا در مقابل هم قرار دارند.
روستا چاله دقیقاً در کنار رودخانه مهران و در لبه رودخانه قرار دارد.
وحتی در چند سال اخیر و در ایام باران که رودخانه طغیان می‌کند چند بار خانه‌های اهالی پر از آب رودخانه شده است.

## کشاورزی
در روزگار گذشته کشاورزی در روستای چالهٔ کوخرد رونق خاصی داشته است. با (چاه چرخ گاوی) کشاورزی زمستانه و تابستانه می‌شده است، در زمین‌های آن جو و گندم وهندوانه و خَربُزَه و خیار و همه‌گونه سبزیجات کاشته می‌شد است.

## جمعیت
جمعیت این روستا بر اساس سرشماری سال ۱۳۸۵ جمعیت آن ۲۷۸ نفر (۵۲ خانوار)
بوده است.

## فهرست منابع و مآخذ
- محمدیان، کوخردی، محمد، “ «به یاد کوخرد» “، ج۱. چاپ اول، دبی: سال انتشار ۲۰۰۳ میلادی.
- نگاره‌ها از: محمد محمدیان.
- سلامی، بستکی، احمد.  (بستک در گذرگاه تاریخ)  ج۲ چاپ اول، ۱۳۷۲ خورشیدی.
- عباسی، قلی، مصطفی،  «بستک وجهانگیریه» ، چاپ اول، تهران: ناشر: شرکت انتشارات جهان معاصر، سال ۱۳۷۲ خورشیدی.
- بالود، محمد.  (فرهنگ عامه در منطقه بستک)  ناشر همسایه، چاپ زیتون، انتشار سال ۱۳۸۴ خورشیدی.
- الکوخردی، محمد، بن یوسف، (کُوخِرد حَاضِرَة اِسلامِیةَ عَلی ضِفافِ نَهر مِهران Kookherd, an Islamic District on the bank of Mehran River) الطبعة الثالثة، دبی: سنة ۱۹۹۷ للمیلاد.
- مهندس:، حاتم، محمد، غریب“ «تَاریخْ عَرَب الّهْولَة Huwala Arab History» “، دولة الکویت، ج۱. چاپ سوم، القاهرة، مصر، دارالأمین للطباعة والنشر والتوزیع، ۸ شارع أبوالمعالی، سال انتشار ۱۹۹۷ میلادی، Engineer: Mohammed gharhb Hatem , third edition: Egypt (Cairo),1997 & 2013
- بختیاری، سعید،  «اتواطلس ایران» ، “ مؤسسه جغرافیایی وکارتگرافی گیتاشناسی، بهار ۱۳۸۴ خورشیدی.
- محمد، صدیق «تارخ فارس» صفحه‌های (۵۰–۵۱)، چاپ سال ۱۹۹۳ میلادی.
- اطلس گیتاشناسی استان‌های ایران [Atlas Gitashenasi Ostanhai Iran] (Gitashenasi Province Atlas of Iran)
- محمدیان، کوخردی، محمد،  (شهرستان بستک و بخش کوخرد) ، ج۱. چاپ اول، دبی: سال انتشار ۲۰۰۵ میلادی.